# Meator rubatra
Meator rubatra är en nässeldjursart som beskrevs av Bigelow 1913. Meator rubatra ingår i släktet Meator och familjen Bythotiaridae. Inga underarter finns listade i Catalogue of Life.